# بيليف
بيليف (بالروسية: Белев) هي إحدى مدن روسيا في الكيان الفدرالي الروسي تولا أوبلاست.